# Esquadrão N.º 100 da RAAF
O Esquadrão N.º 100 foi um esquadrão da Real Força Aérea Australiana (RAAF) que realizou missões de bombardeamento e patrulhamento marítimo durante a Segunda Guerra Mundial. Formado em 1942 a partir dos restos de uma unidade britânica que havia sido destruída na Malásia, o esquadrão operou aviões Bristol Beaufort a partir de bases em Queensland e na Nova Guiné, realizando missões com torpedos e bombardeamento contra alvos japoneses no teatro do sudoeste do pacífico. Depois do cessar das hostilidades, o esquadrão foi dissolvido em Agosto de 1946.